# CT-Angiographie

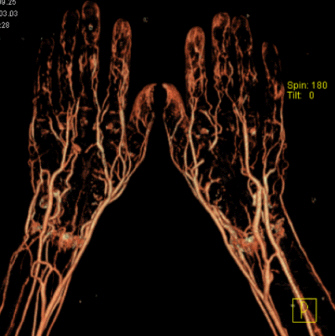
CTA der Hände (Volumenbild)

Die CT-Angiographie (computertomographische Angiographie, CTA) ist ein bildgebendes Verfahren in der Medizin, mit dessen Hilfe Blutgefäße im Körper dargestellt werden können. Die Untersuchung bedient sich der modernen Mehrzeilen-Computertomographie. Aus den computertomographischen Schichtbildern werden mithilfe schneller Computer die Arterien oder Venen segmentiert und in frei rotierbaren 3D-Darstellungen ausgegeben. Moderne sogenannte volume renderings werden oft eingefärbt (die Rohbilder sind immer schwarz-weiß). Die darstellbaren Gefäße sind hierbei z. B. die Arterien und Venen in Gehirn, Lunge, Leber, Milz, Nieren und die Gefäße in den Extremitäten. Schnelle Scanner können auch Angiographiebilder der Kranzgefäße am schlagenden Herz erzeugen.
Die Gabe von ca. 80 bis 100 ml iodhaltigem Röntgenkontrastmittel ist wie bei der klassischen Angiographie erforderlich, um die Blutgefäße gegenüber dem Umgebungsgewebe zu kontrastieren. Die Substanz muss jedoch im Unterschied zur Röntgen-Angiographie nicht direkt in die darzustellenden Gefäße injiziert werden, sondern nur in eine Armvene. Die Aufnahmesequenz wird beim ersten Durchgang des Kontrastmittelbolus durch die interessierende Gefäßregion manuell oder automatisch gestartet und dauert in der Regel nur wenige Sekunden.
CTA-Untersuchungen sind technisch einfacher und risikoärmer als Röntgen-Angiographien. Allerdings ist die Detailauflösung auch modernster CT-Scanner noch geringer (typische Voxelgröße: 0,5–1 mm³) als die der Röntgenfilme, so dass sich ihr Einsatz speziell am Herz und Gehirn noch nicht allgemein durchgesetzt hat. Auch für therapeutische Eingriffe am untersuchten Gefäß (Ballondilatation, Angioplastie, Stenting, Aneurysma-Coiling) ist weiterhin die konventionelle Angiographie erforderlich.
Die Strahlenexposition ist bei einer CTA relativ hoch (bis zu 13 mSv). Konkurrierende Alternativen zur CTA sind die Duplexsonographie und die kernspintomographische MR-Angiographie.

## Indikationen

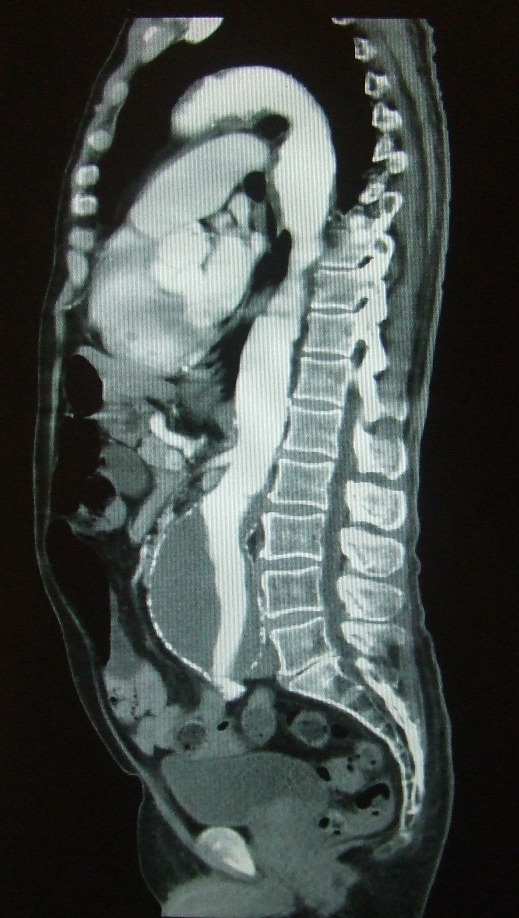
Aortenaneurysma im Thorax und Bauchraum (DeBakey Typ III). Längsschicht aus der CTA

Typische Indikationen für die CT-Angiographie sind:
- Verdacht auf Lungenembolie
- Verdacht auf Aneurysma im Kopf, in der Aorta, oder anderen Arterien
- Verengungen der Extremitätenarterien (Arterielle Verschlusskrankheit)
- Verengungen der hirnversorgenden Arterien
- Verengungen der Nierenarterien (Nierenarterienstenose)

## Risiken
Die Risiken beziehen sich vor allem auf die Anwendung iodhaltiger Kontrastmittel:
- allergische Reaktionen
- Verschlechterung der Nierenfunktion bei vorbestehender Niereninsuffizienz oder Diabetes mellitus
- thyreotoxische Krise bei vorbestehender Schilddrüsenautonomie

## Kontraindikationen
- In der Schwangerschaft sind der Nutzen und die Risiken – auch durch die Anwendung ionisierender Strahlung – sorgfältig gegeneinander abzuwiegen
- Niereninsuffizienz
- Plasmozytom
- Bekannte Allergie gegen iodhaltige Kontrastmittel
- Schilddrüsenüberfunktion